# ぐんま昆虫の森
ぐんま昆虫の森（ぐんまこんちゅうのもり）は、群馬県桐生市新里町鶴ケ谷にある県立の昆虫館である。条例上の名称は「群馬県立ぐんま昆虫の森」で、「昆虫の森」と略称される。日本では唯一の教育委員会が運営する昆虫施設である。敷地面積は45 ha（東京ドーム約10個分）もしくは48.2 haで、昆虫観察施設としては日本最大規模である。
敷地内には雑木林、小川・田畑などの里山環境を復元しており、1400種類以上の昆虫、約80種類の鳥類が確認されている。敷地内では、カブトムシやオオムラサキなどの昆虫がクヌギの樹液を吸う姿などを観察できる。

## 概要

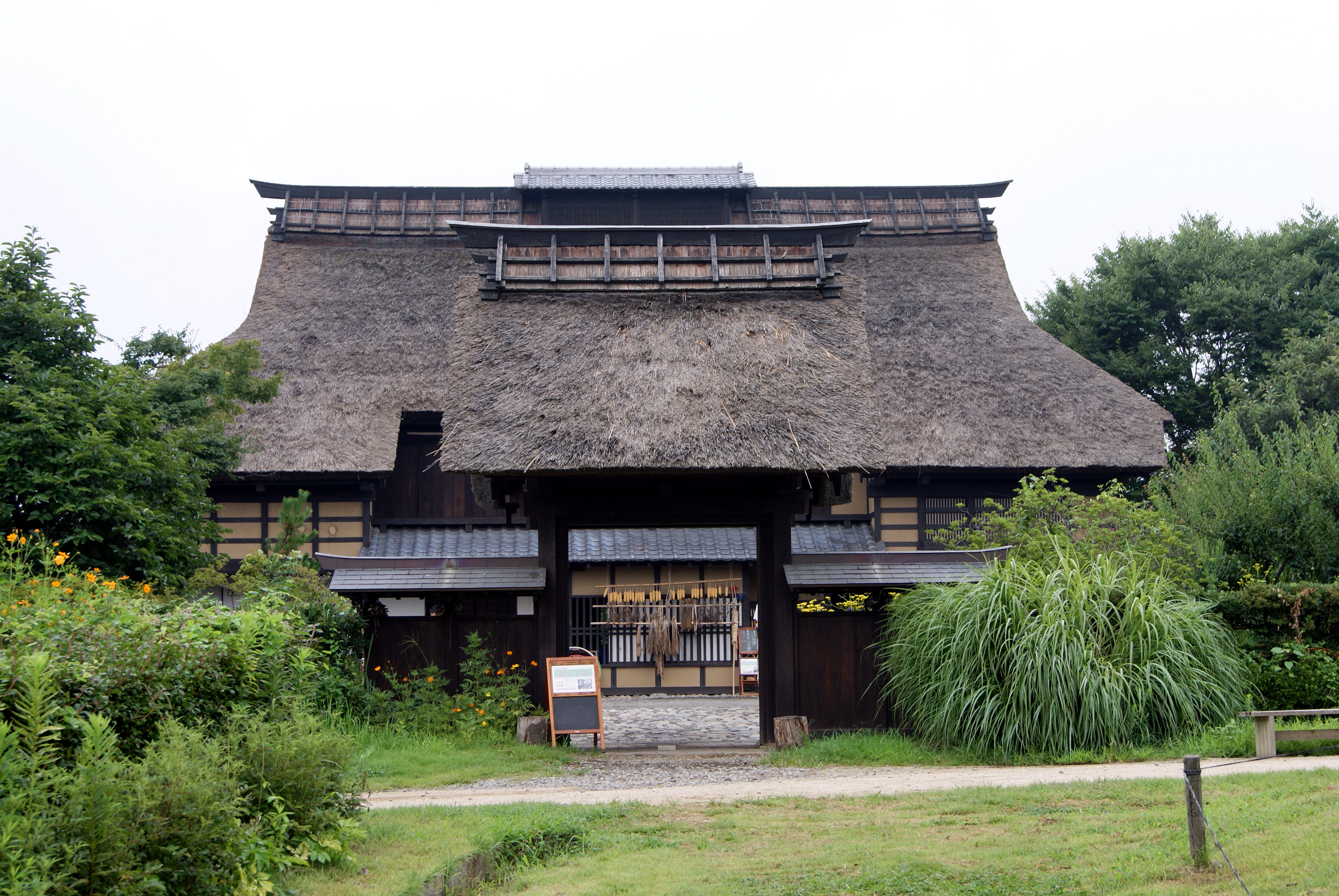
かやぶき民家

「ぐんま昆虫の森」が整備された場所は、新里村の不二山周辺地域（約48ヘクタール）である。不二山は標高285 mもしくは標高293 mの小高い丘で、赤城山の南麓に位置する。その名前の由来には「何となく富士山に似てるから」「二つとない、美しい山だから」「〔山から〕富士山が見えるから」などの説があり、新里村の象徴的な里山として地元住民から親しまれてきた。この地にはクヌギ・コナラの雑木林や棚田、小川、沼などがあり、昆虫や動植物（昆虫89種、鳥類40種など）が多数生息していることが確認されていた。
この地域には1960年代に村内に設立構想があった桐生市立経済大学、また誘致構想があった有名私立大学の予定地となった時期があったが、後に大学紛争のあおりなどからこれらの大学誘致構想は頓挫した。その後、大学誘致の用地として確保されていた不二山南方の土地には桐生広域圏（新里村、黒保根村、勢多郡東村、新田郡藪塚本町、笠懸町、山田郡大間々町）の清掃センターが建設され、1979年に操業を開始したが、1983年に日本学術会議が内閣総理大臣に国立考古学博物館の設置を勧告したことをきっかけに、新里村や同じ群馬県の前橋市・高崎市など日本全国の市町村が相次いでその誘致に名乗りを上げ、新里村は1984年に不二山を誘致候補地として立候補した。さらに1987年に地元選曲出身の衆議院議員である中島源太郎の文部大臣就任を機に誘致運動が本格化、1988年には県内の候補地が不二山に一本化される。一方でこの時、ごみ焼却場の煙突が近くにあることが懸念事項として挙げられたため、清掃センターは老朽化も相まって移転することが決まり、1992年7月には新里村野で桐生広域圏と赤堀町の1市4町3村のごみ処理施設「桐生広域清掃センター」（現：桐生市清掃センター）が着工、1996年7月に完工した。また、この清掃センターの余熱利用施設として1998年（平成10年）に温水プール「カリビアンビーチ」が開業している。しかし国は国立考古学博物館の建設に向けた具体的な動きを見せず、中島も1988年末に文部大臣を退任、1992年2月に急死したことから、考古学博物館誘致運動は沈静化し、1995年2月に群馬県教育委員会は同博物館の誘致構想を白紙化することを決定した。また1990年前後から、不二山周辺を含む赤城山麓地区は東京近郊から排出される産業廃棄物の不法投棄が社会問題化しており、当時のゴミ捨て場の代名詞だった東京湾のゴミ埋め立て地に準えて「夢の島」とも揶揄されていた。しかしこのように荒廃した不二山にも、オオムラサキやカブトムシなどの昆虫が生息し続けていた。
一方で群馬県教育委員会は国立考古学博物館誘致構想の代替として、自然をテーマに不二山地域の整備を進めていく方針を決めた。1995年正月には県知事の小寺弘之が『上毛新聞』紙上で行われた向井千秋や佐鳥達雄（上毛新聞社社長）との「新春鼎談」で、吾妻郡高山村に設置が決まっていた天文台に続く自然環境をテーマにした施設建設計画の一環として、昆虫の生態が観察できる「昆虫観察館」の建設構想を打ち出しており、同年2月の群馬県議会ではその設置場所として不二山地区が相応しいと表明した。
群馬県はこの不二山地域を「富士山沼」「雑木林」「桑畑」「水田」の4ゾーンに区分してそれぞれ環境を保全し、そこに生息する野生の昆虫や動植物を観察したり、養蚕・田植えなどの体験学習を行ったりできるようにする一方、エリア全体の拠点として大温室や展示室などを備えた「昆虫観察館」を建設するという構想を立て、1996年（平成8年）4月22日に発表した。昆虫観察館が設けられるゾーンは敷地西側の「富士山沼ゾーン」で、中心部は「雑木林ゾーン」、東側は「水田ゾーン」、北側は「桑畑ゾーン」である。雑木林ゾーンはクヌギやコナラなどを中心とした林で、昆虫の生息環境を維持するため、下草刈りや間伐などを行っている。桑畑ゾーンは養蚕をテーマにしたゾーンで、養蚕のための桑畑、そして昆虫の好む果物や野菜を栽培する畑があり、養蚕体験などができる。水田ゾーンには日本の田園風景を象徴する棚田やため池があり、水田での農作業体験や湿生植物の観察などができるよう整備が図られた。フィールド全体を戸田芳樹風景計画が手がけている。
その後、群馬県教育委員会生涯学習課が1997年（平成9年）4月28日に基本計画を発表した。この基本計画策定にあたり、敷地内での昆虫採集を認めるか否かについて議論が紛糾したが、学校や青少年団体の活動の一環としての採集は認める方針が示されたが、採集した昆虫は元の場所に放すルールが制定されている。また、整備予定地の約85%を占めていた雑木林は下草刈りなどの手入れがなされずに荒廃していたため、下草刈りなどによって樹木の根元にまで日光が届くように環境整備を行い、水田や桑畑なども地元と農家に協力を依頼して無農薬農法を試みた。なお、この「昆虫の森」計画地内にあった産業廃棄物最終処分場2か所は村北部の関地区に移転することが決まったが、この移転予定地で絶滅危惧種であるオオタカの生息が確認されたため、県は当初約10 haの敷地に50万 m3の規模の処分場を計画していたところ、2度にわたって処分場の規模縮小を行い、最終的には開発面積を約1.8 ha、埋め立て容量を約9万8000 m3に縮小した。
1999年（平成11年）から「昆虫の森」の整備が開始され、同年には昆虫好きの地元住民（幼稚園児から企業主、大学教授、役場・学校関係者など）が「昆虫王国 新里をつくろう」というスローガンの下、「新里昆虫研究会」を結成、「昆虫の森」事業への協力や地元を流れる鏑木川のクリーン作戦、ホタルやオオムラサキの生息地調査とその保護、ビオトープの整備、昆虫研究の論文・作品募集など多岐な活動を行った。特にオオムラサキに関しては「群馬国蝶オオムラサキの会」の協力を得て、不二山一帯を含む旧新里村域のオオムラサキ越冬蛹中調査や、初夏の放蝶などを行ってきた。当初は2001年（平成13年）10月に一部利用の開始、2003年（平成15年）度の開園を目指していた。
また「桑畑ゾーン」のメイン施設として、前橋市富田町の所有者から寄贈を受ける形で、かつて赤城山麓の養蚕農家に多く見られた明治時代初期（1870年ごろ）建設のかやぶき民家「赤城型民家」が園内に移築され、農業や竹細工づくりなどの体験活動やセミナーハウスとして利用することが構想された。しかし2001年8月10日、この赤城型民家（約400 m2）が落雷による火災で半焼したため、その修復のために一部利用開始は延期された。当初構想から約8か月遅れた2002年（平成14年）6月8日、雑木林ゾーンと桑畑ゾーンの一部（全体の約57%）にあたる27.5 haの利用が開始された。ただしこの時点では現地に職員が常駐しておらず、学校などの団体を対象とした事前予約利用、もしくは県教育委員会ぐんま昆虫の森建設室が主催していた自然観察会の利用に限られていた。
館の目玉となる施設「昆虫観察館」は、「富士山沼ゾーン」に建設された。同館は斜面を利用した地下1階、地上3階建ての鉄筋コンクリート造りで、延べ床面積約5000 m2であり、安藤忠雄が設計して2002年6月に着工、2004年9月末に完成した。同館の建設費用は約44億円である。同館は西表島の環境を再現したガラス張りの生態温室（面積1100 m2）や展示室、映像ホールなどから構成され、開業前の時点では温室内には約40種類、800匹程度の蝶が放たれる構想だった。昆虫観察館では自然観察プログラム・里山生活体験プログラム・館内体験プログラムが組まれている。また昆虫観察館に併設される形で、野外学習を支援する施設として所蔵庫・資料室（図書室）などを設けた昆虫観察館別館（鉄筋地下1階、地上1階建て）や、温室に放す昆虫の累代飼育、そしてその食草の栽培を目的とした食草育成温室（鉄筋1階建て）も建設された。2005年（平成17年）8月1日に全面オープンし、一般開放された。初代園長は矢島稔。
2022年（令和4年）、利根郡みなかみ町の有限会社月夜野きのこ園（法人番号：9070002035896）が命名権（ネーミングライツ）を取得し、「月夜野きのこ園ぐんま昆虫の森・新里」の愛称が付与され4月1日から使用された（期間は5年）。しかし同社から申し出があり、2023年3月31日にスポンサー契約が解除された。
2023年（令和5年）7月22日から2024年（令和6年）2月25日にかけ、昆虫をモチーフとしたスーパー戦隊シリーズの作品『王様戦隊キングオージャー』とのコラボ企画を行った。2024年時点で毎年夏（7月中旬から8月末ごろ）には、カブトムシ・クワガタムシを題材とした特別展「カブト・クワガタ展」を開催している。

## 議論と批判

### 西表島の自然の環境再現の是非
亜熱帯を体感できるエリアの代表として西表島の自然が再現されている。周辺にも自然が多くあるにもかかわらずなぜ西表島の環境を再現する必要があるのかという議論がある。「周辺には見なれた自然が多くあるが、改めて見ようとする人はほとんどいない。そこで他の場所（西表島）の環境と比べた時に違いがあるということを実感して欲しい」と園長はメッセージを発信している。

### 赤字運営
この施設の整備には73億円もの大金がかけられており、そのうち55億円は「地域総合整備事業債」という、いわゆる借金から賄われている。総務省が認めたプログラムに対して、自治体による起債ができるもので元金がほとんどと言ってよいほど必要ないため、財政事情が厳しい自治体でも申請することが可能である。
スケールの大きさに反比例して、入場者数は当初の計画に含まれていた目標を大きく下回り、年間約3億円の赤字が予想されている。事業者である県は「独立採算をしなければならない施設ではなく総合的な学習場であり、採算は度外視している」としている。

## ギャラリー

### 生態温室内

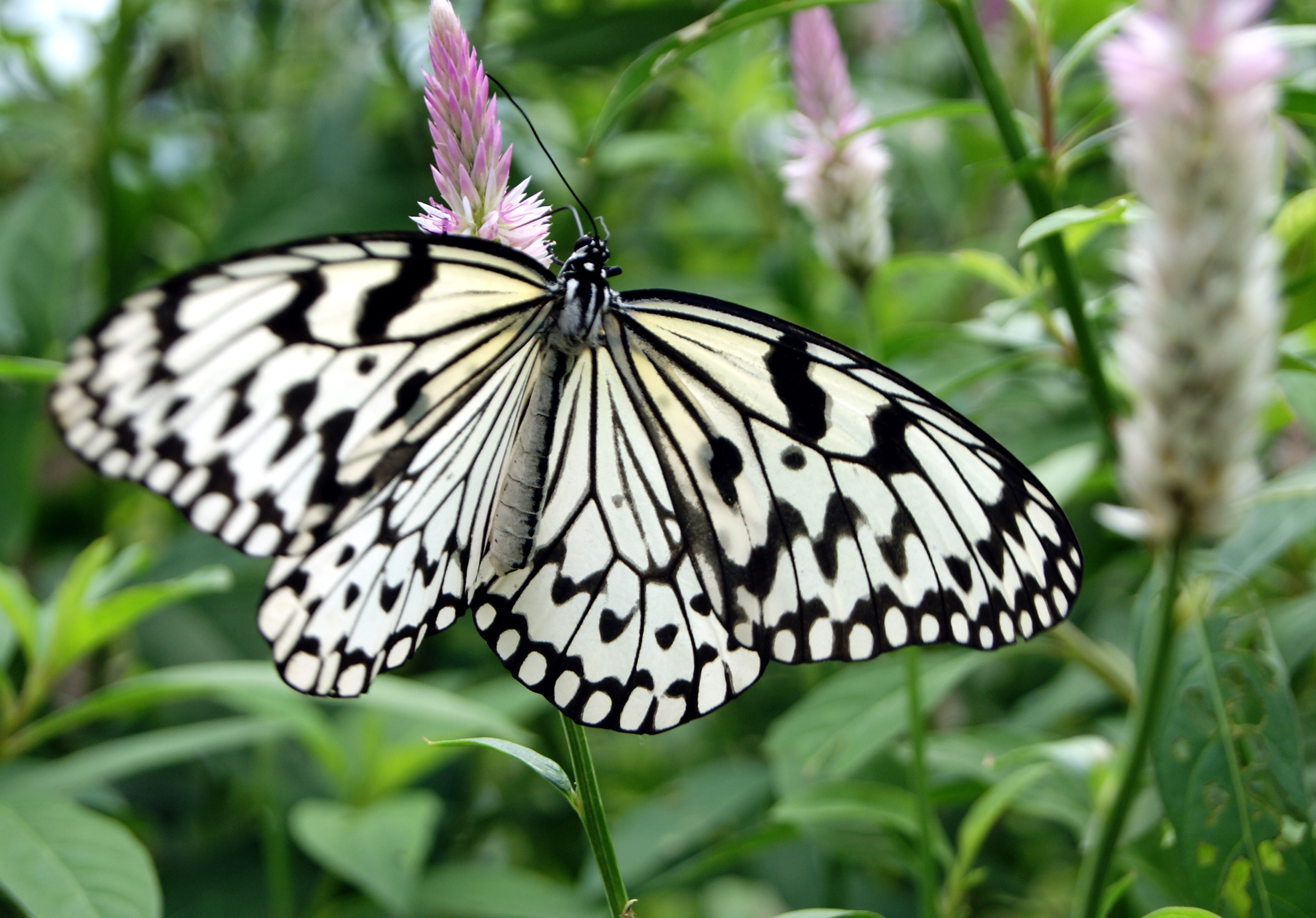
オオゴマダラ
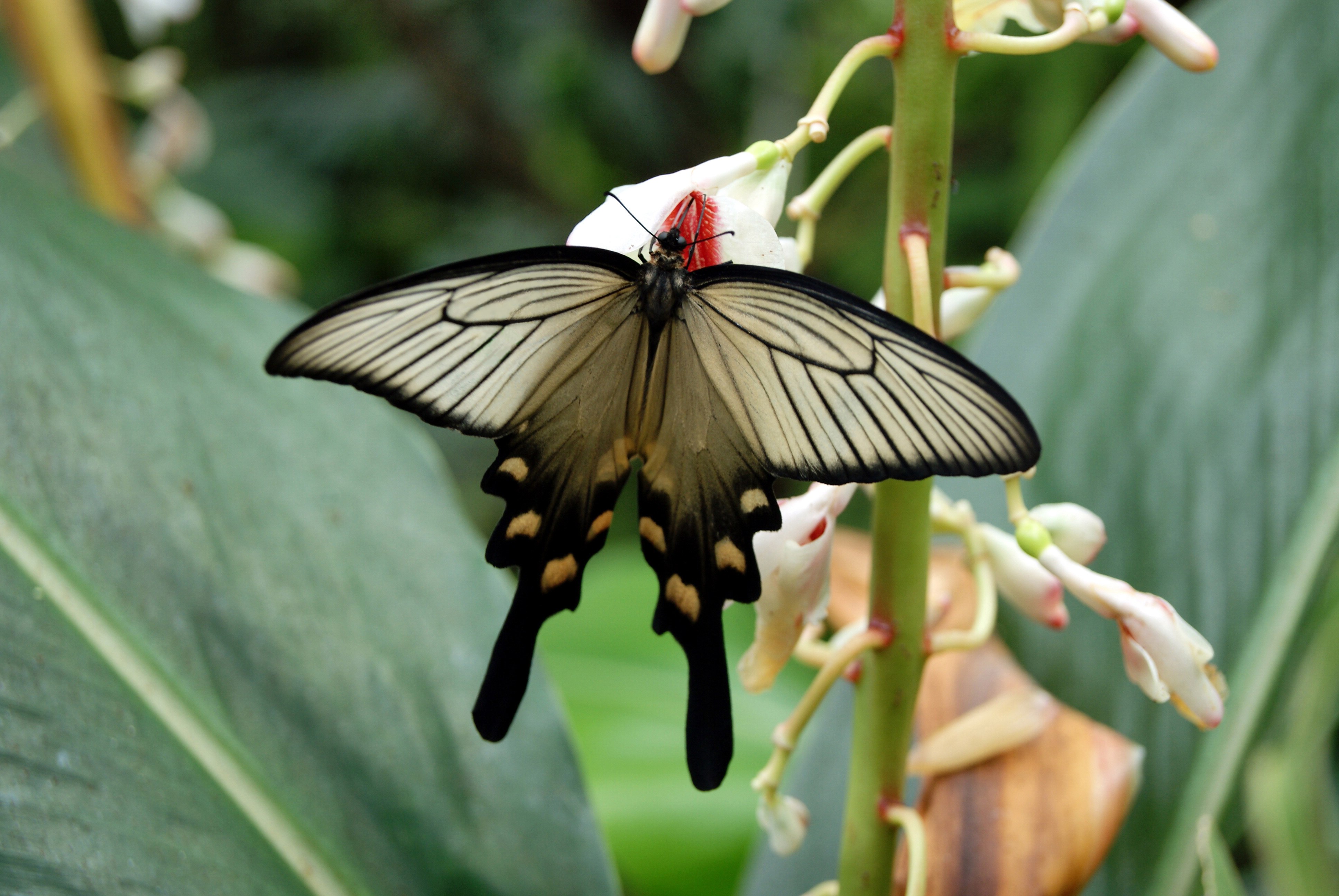
ジャコウアゲハ
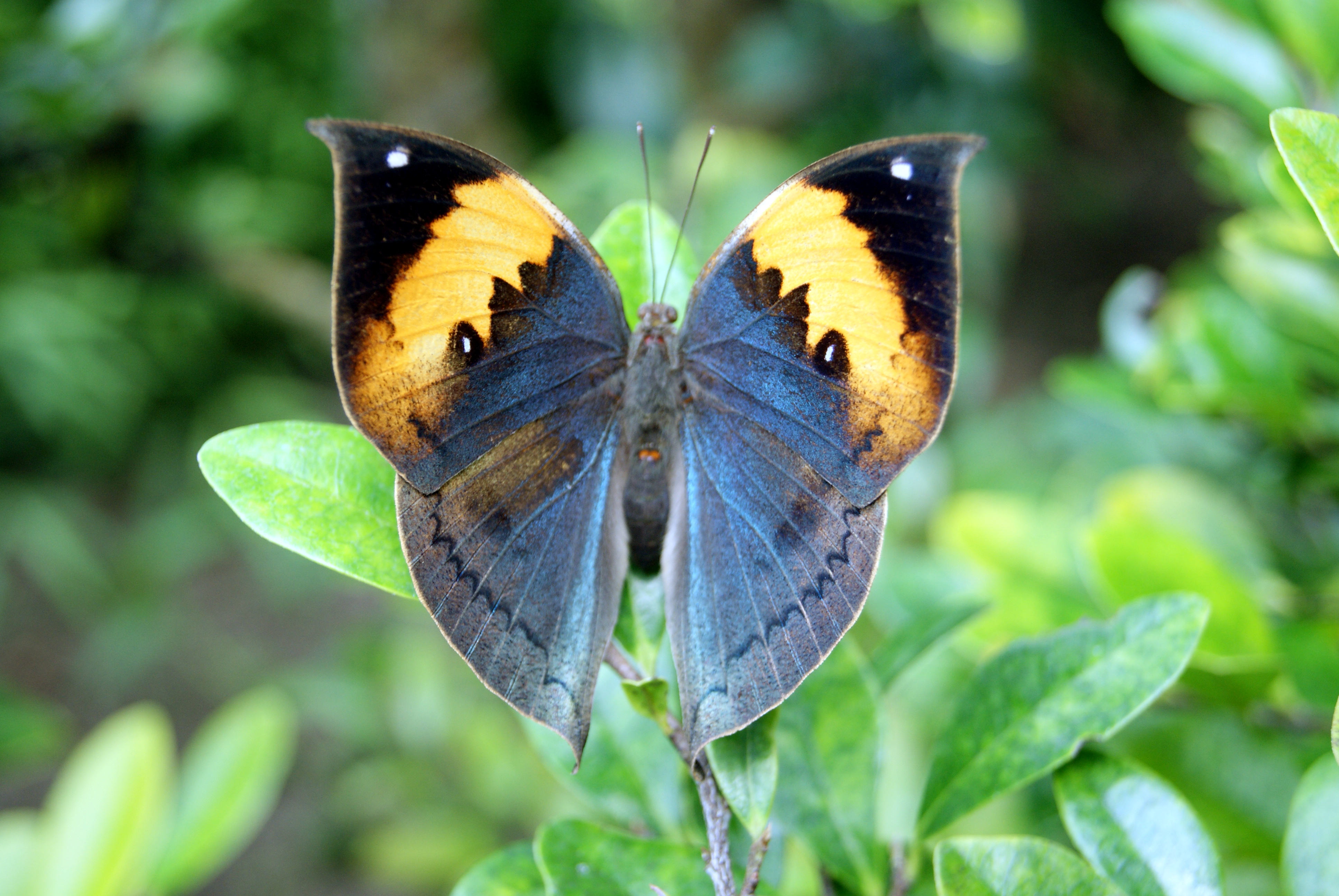
コノハチョウ
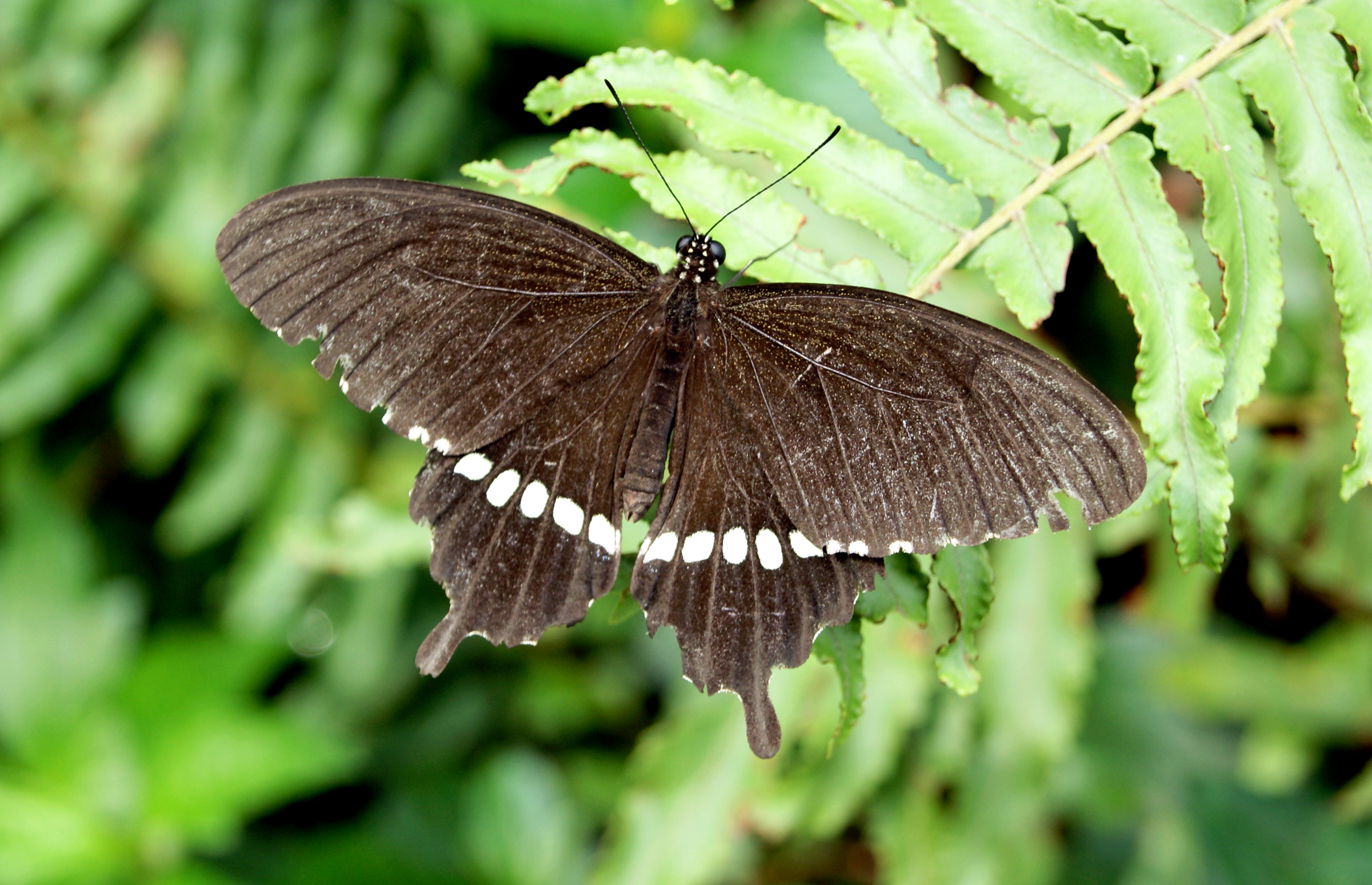
シロオビアゲハ

### 園路沿い

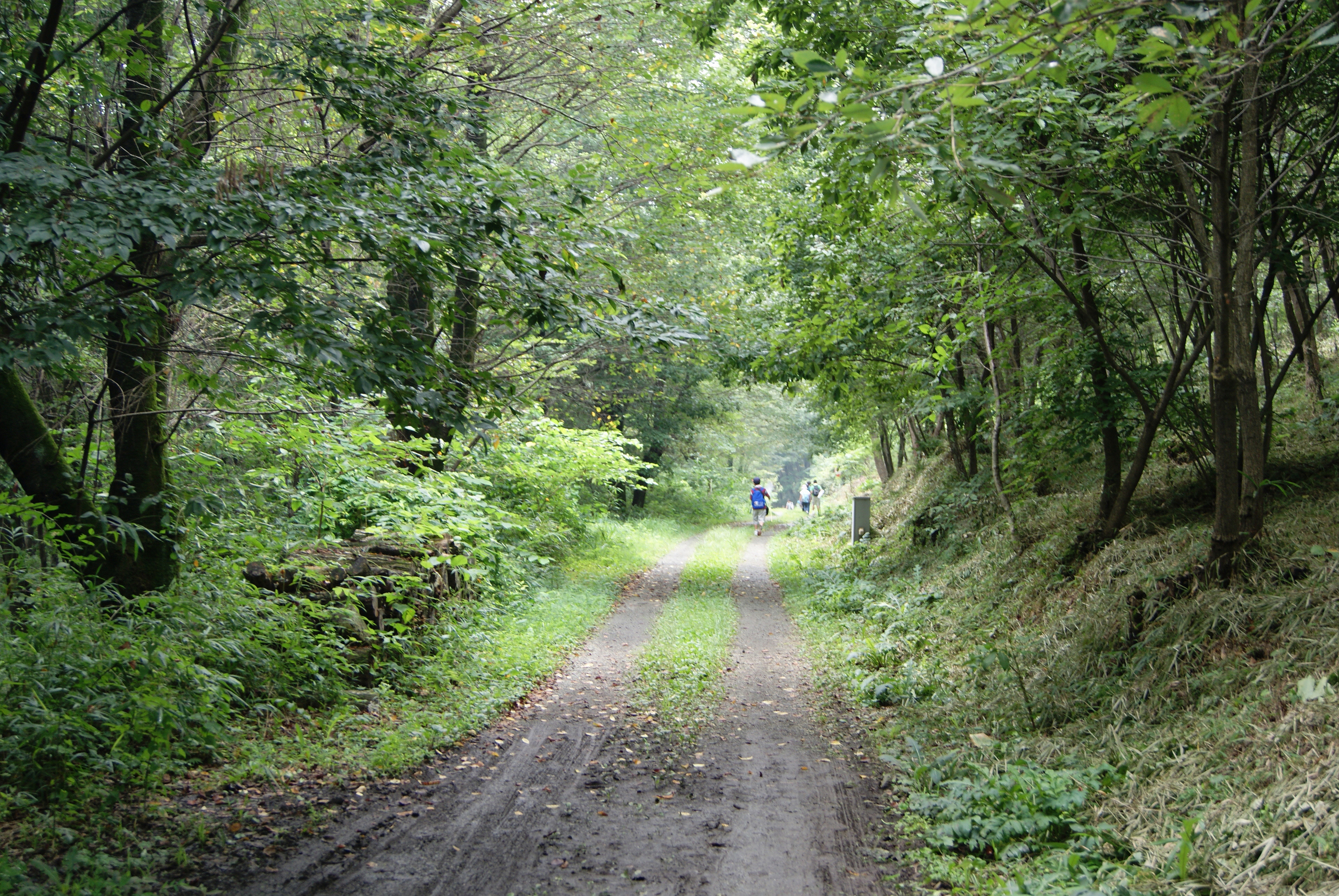
園路
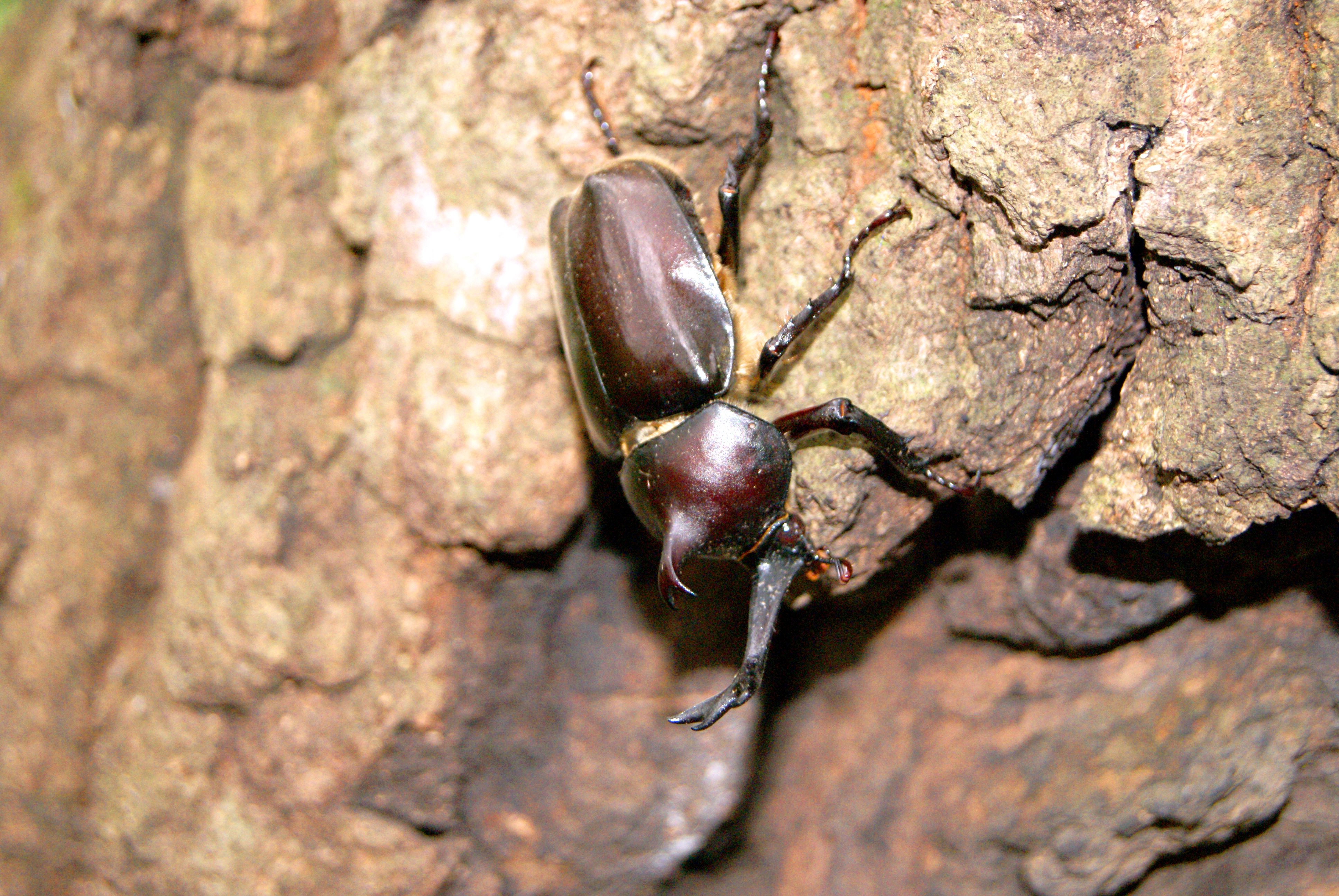
カブトムシ
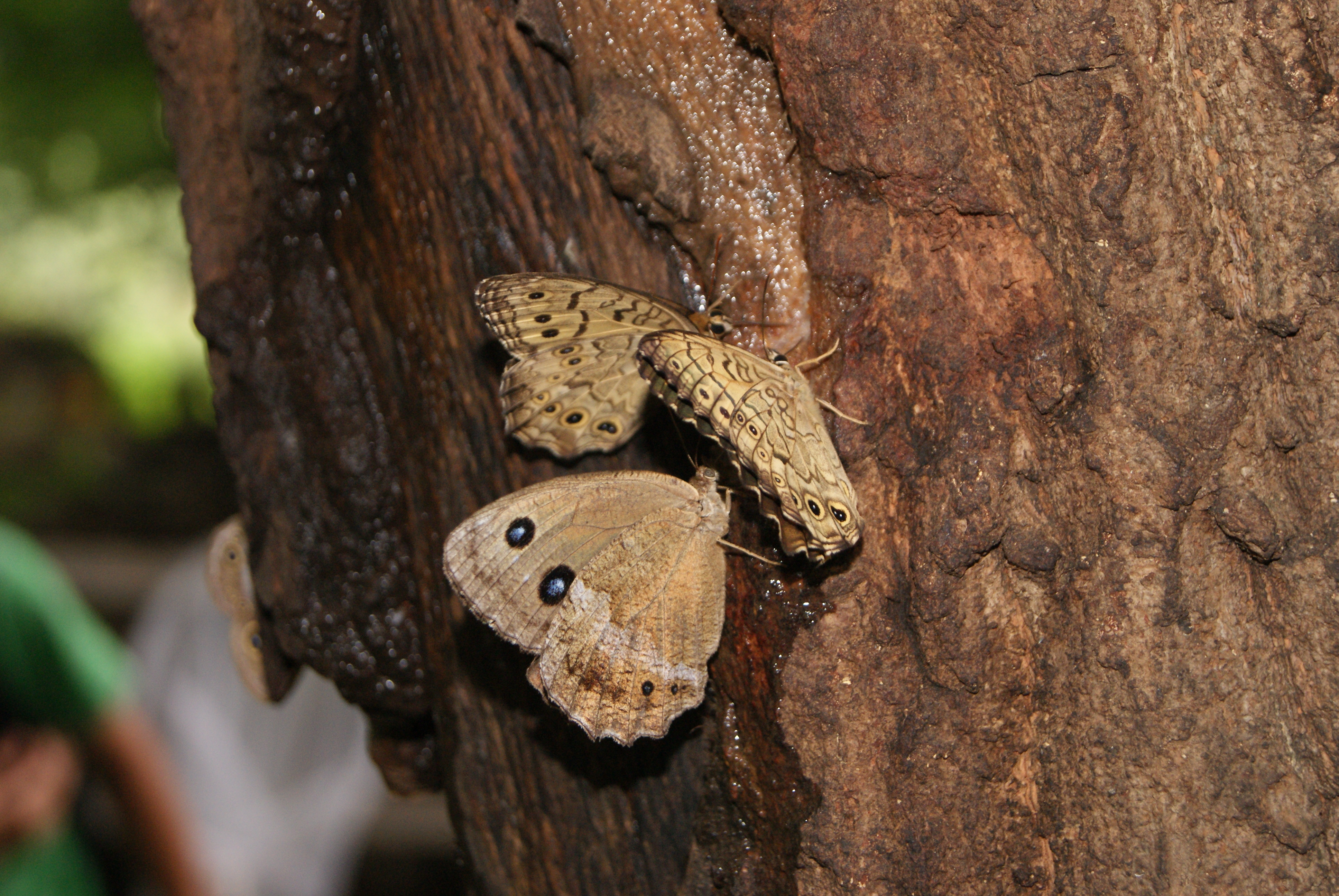
サトキマダラヒカゲ（上）とジャノメチョウ（下）
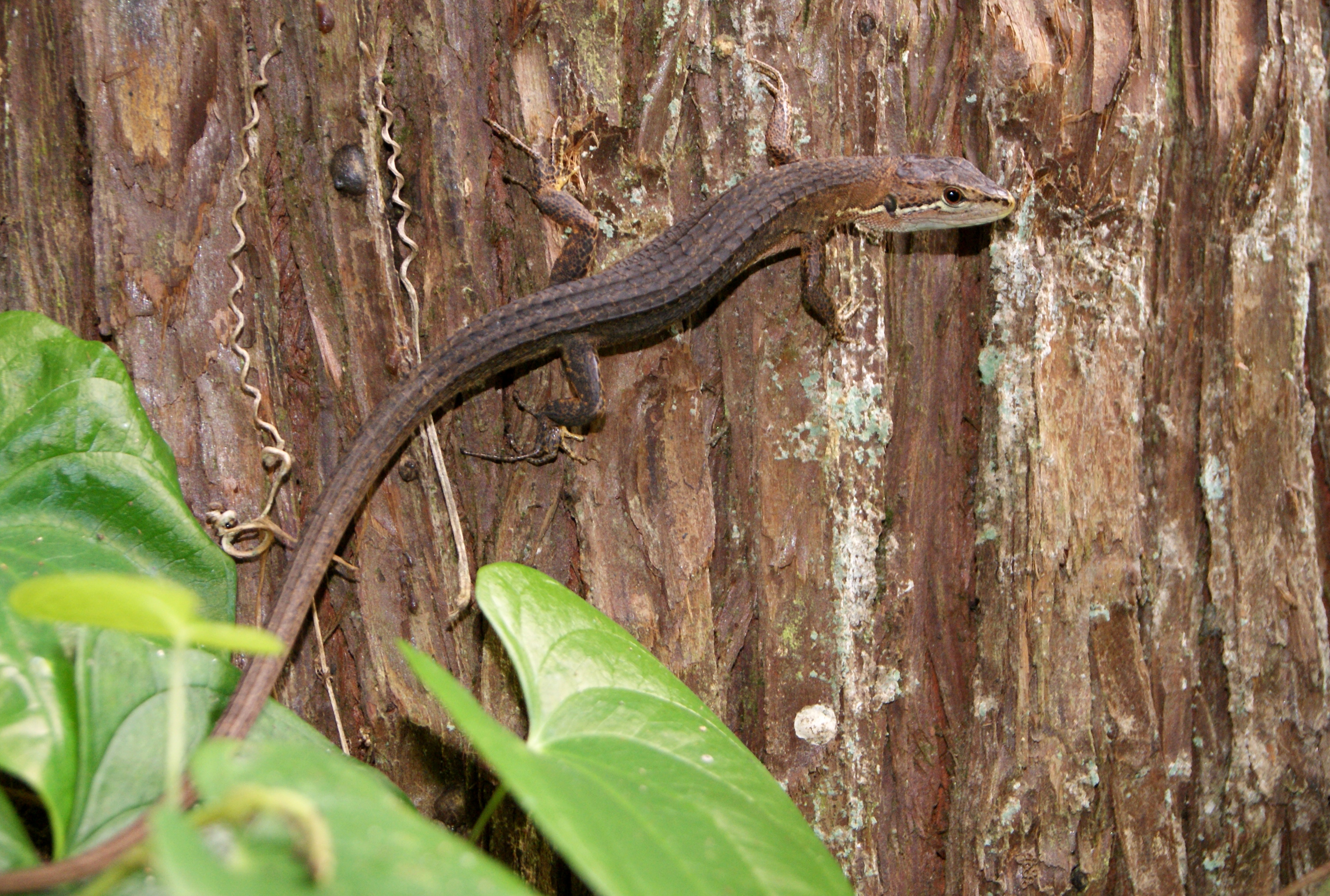
カナヘビ